# مغویه
مغویه، روستایی در دهستان مغویه بخش مرکزی شهرستان بندر لنگه در استان هرمزگان ایران است. این روستا، مرکز دهستان مغویه است.

## جمعیت
بر پایه سرشماری عمومی نفوس و مسکن در سال ۱۳۹۵، جمعیت این روستا برابر با ۱٬۱۲۵ نفر (۲۵۲ خانوار) بوده است.